# Liste der Kardinalskreierungen Innozenz’ XI.

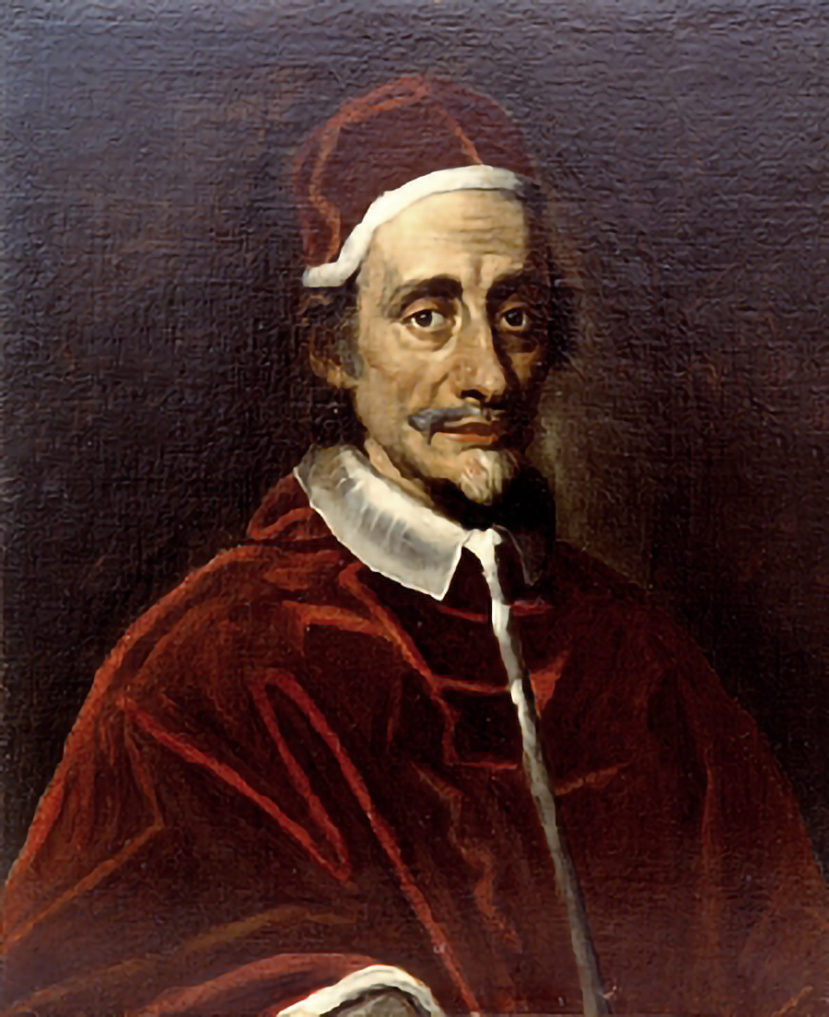
Innozenz XI.

Papst Innozenz XI. (1676–1689) kreierte 43 Kardinäle in zwei Konsistorien.

## 1. September 1681
- Giambattista Spinola
- Antonio Pignatelli del Rastrello, später Papst Innozenz XII.
- Stefano Brancaccio
- Stefano Agostini
- Francesco Buonvisi (zuvor Nuntius für „Germania“ in Köln)
- Savo Millini
- Federico Visconti
- Marco Gallio
- Flaminio Taja
- Raimondo Capizucchi OP
- Giovanni Battista De Luca
- Francesco Lorenzo Brancati di Lauria O.F.M. Conv.
- Urbano Sacchetti
- Gianfrancesco Ginetti
- Benedetto Pamphili O.S.Io.Hieros.
- Michelangelo Ricci

## 2. September 1686
- Giacomo de Angelis
- Opizio Pallavicini
- Angelo Maria Ranuzzi
- Max Gandolf von Kuenburg
- Veríssimo de Lencastre
- Marcello Durazzo
- Orazio Mattei
- Marcantonio Barbarigo
- Carlo Stefano Anastasio Ciceri
- Leopold Karl von Kollonitsch
- Étienne Le Camus
- Johann von Goëss
- Augustyn Michal Stefan Radziejowski
- Pier Matteo Petrucci C.O.
- Pedro de Salazar Gutiérrez de Toledo O. de M.
- Wilhelm Egon von Fürstenberg
- Jan Kazimierz Denhoff
- José Sáenz de Aguirre OSB
- Leandro Colloredo C.O.
- Fortunato Ilario Carafa della Spina
- Domenico Maria Corsi
- Giovanni Francesco Negroni
- Fulvio Astalli
- Gasparo Cavalieri
- Johannes Walter Sluse
- Francesco Maria de’ Medici
- Rinaldo d’Este